# Яду
Я́ду (санскр. यदु, IAST: yadu) — древнеиндийский царь, упоминаемый в «Махабхарате», «Хариванше» и Пуранах. Яду был старшим сыном царя Яяти и его жены Деваяни. Согласно «Вишну-пуране», «Бхагавата-пуране» и «Гаруда-пуране», у Яду было четверо сыновей (согласно другим Пуранам, сыновей было пятеро): Сахасраджит (Сахасрада), Крошту (Крошта), Нила, Антика и Лагху. Когда жена Яяти Деваяни узнала, что он изменяет ей с её служанкой Шармиштхой, она пожаловалась на мужа своему отцу Шукре, который проклял Яяти. В результате проклятия царь превратился в дряхлого старика. Шукра, однако, разрешил Яяти отдать свою старость одному из своих сыновей. Из пятерых сыновей только младший, Пуру, согласился отдать свою молодость отцу. Описывается, что Яяти, насладившись юностью своего младшего сына в течение 1000 лет, вернул её обратно, передав вместе с ней Пуру своё царство. Таким образом, Яду и его потомки потеряли право быть продолжателями Лунной династии и только потомки Пуру, пауравы, могли считаться таковыми. Потомки Яду стали известны как ядавы, а их династия — как Яду-вамша («династия Яду»). Из рода Яду происходил Кришна.
Яду — это также название одного из пяти арийских племён, упоминаемых в «Ригведе» (I.54.6, I.108.7, X.62.10).